# Speed golf
Le speed golf  (appelé aussi extreme golf, fitness golf et hit and run golf) est un sport qui combine le golf et la course à pied.

## Description
Le Speed Golf est une variante du golf traditionnel qui combine la course à pied et le golf.
Contrairement au golf où seul le score compte, le Speed Golf prend en compte à la fois le nombre de coups et le temps mis pour compléter le parcours.
Les joueurs courent entre chaque coup, avec environ un tiers des clubs par rapport aux 14 autorisés, portés à la main ou dans un sac léger.